# Megaphasma denticrus

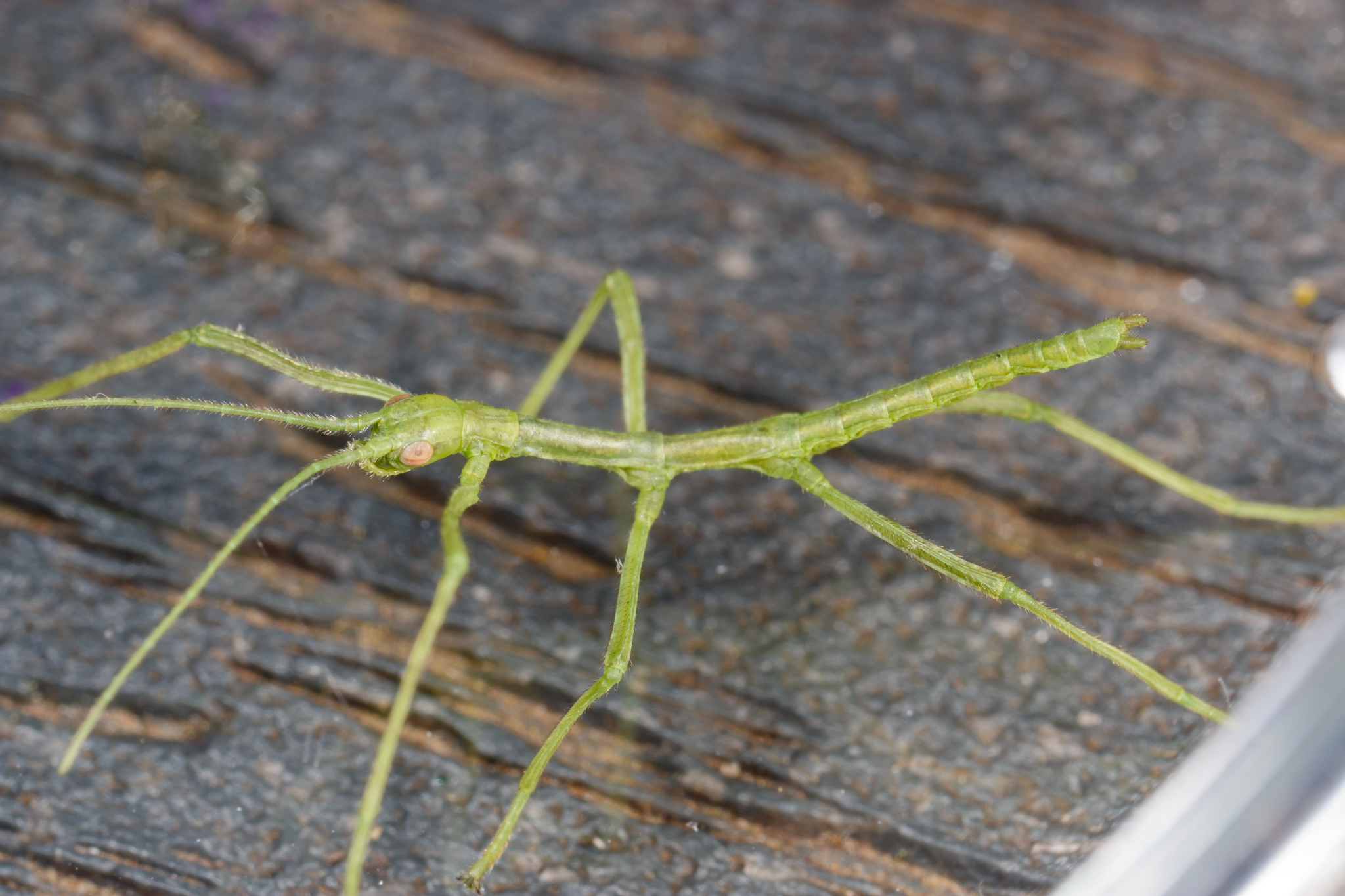
Megaphasma denticrus

Megaphasma denticrus là một loài bọ que trong họ Diapheromeridae có kích thước tìm thấy ở Bắc Mỹ được ghi nhận là loài côn trùng dài nhất thế giới. 

## Đặc điểm
Những con bọ que trưởng thành có chiều dài thân đạt trên mức 160mm, nếu đo cả chân có thể đạt gần 300mm, trường hợp kỷ lục còn lên tới 500mm. Côn trùng que thường sinh sống trong những khu rừng tre trúc, hình dáng của chúng rất giống một que trúc. Cơ thể chúng rất dài và lớn. Chiều dài trung bình của loài côn trùng này khoảng từ 10 – 30 cm. Con lớn nhất có thể có chiều dài lên đến 260 cm. Đây là loài côn trùng dài nhất trên thế giới từng được biết tới.
Bên cạnh kỷ lục về chiều dài, loài này còn nổi tiếng với khả năng ngụy trang tốt. Cơ thể khẳng khiu với màu sắc chủ đạo là xám hay nâu nhạt khiến chúng trông chẳng khác gì một cành cây khô khi đứng yên.Trong cuộc chiến sinh tồn, loài côn trùng này rất giỏi ngụy trang. Khi chúng đậu trên một cành cây hoặc một cành trúc thì trông chúng chẳng khác gì một cành cây khô. Khi gặp nhiệt độ quá cao hoặc quá thấp, màu sắc của chúng sẽ trở nên đậm hoặc nhạt hơn.